# Cilunculus battenae
Cilunculus battenae là một loài nhện biển trong họ Ammotheidae. Loài này thuộc chi Cilunculus. Cilunculus battenae được miêu tả khoa học năm 1993 bởi Bamber & Thurston.